# Xyris terrestris
Xyris terrestris là một loài thực vật hạt kín trong họ Hoàng đầu. Loài này được Idrobo & L.B.Sm. miêu tả khoa học đầu tiên năm 1954.